# Fort Belgica

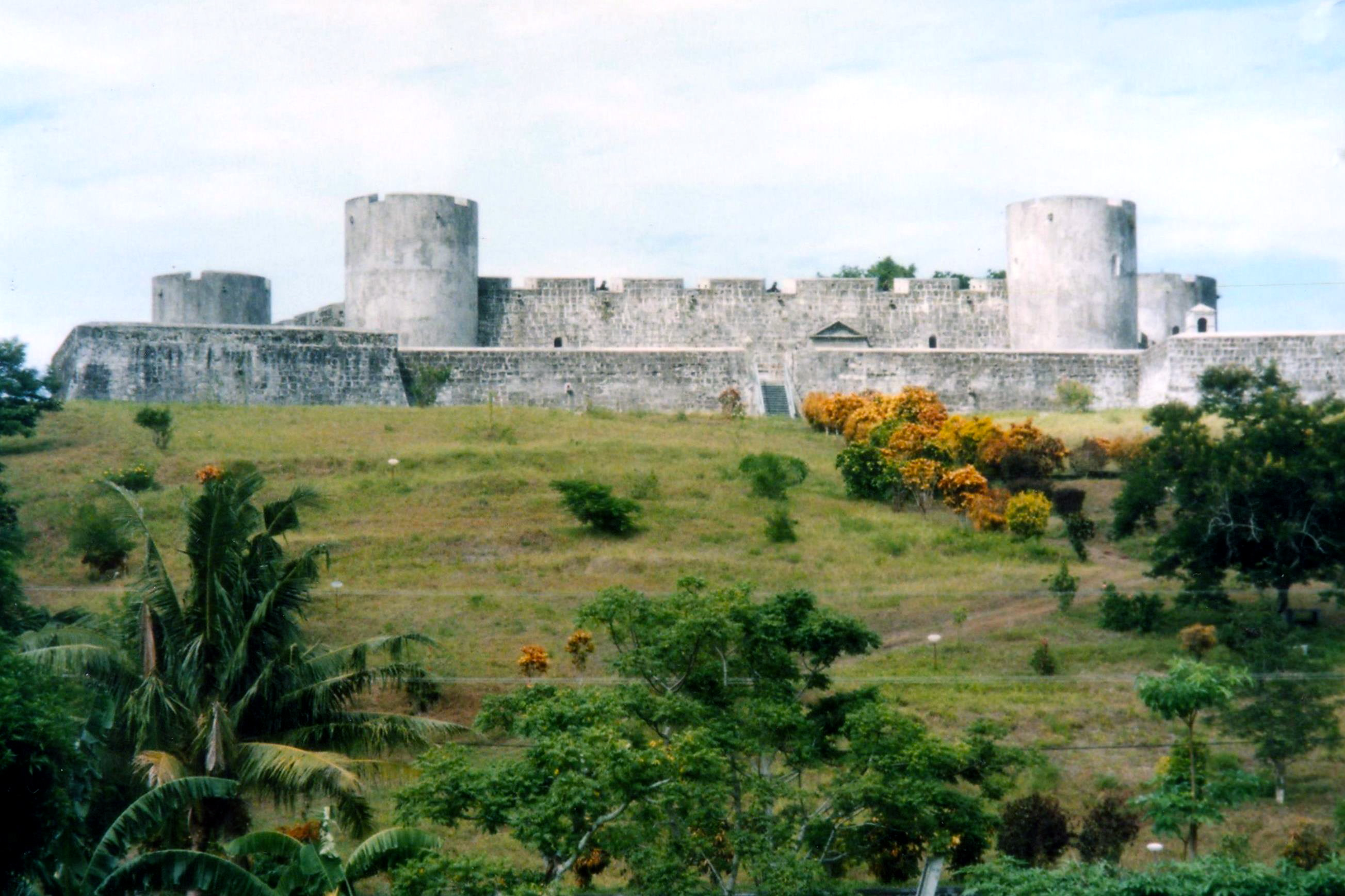
Fort Belgica i slutet av 1990-talet

Fort Belgica är ett av många fort byggda av Holländska Ostindiska Kompaniet. Detta fort ligger på Banda Naira, en av Bandaöarna i provinsen Malaku och är ett av de största kvarvarande europeiska forten i Indonesien.

## Historia
Fortet byggdes 1611 och var en viktig försvarsanläggning för att kontrollera Bandanairas bukt. Dess byggande gav holländarna överhanden över andra koloniala styrkor i området, och är än idag den största bevarade byggnaden på Bandaöarna.
Det bör noteras att vid tiden då fortet byggdes användes namnet 'Belgica' som det latinska namnet för Republiken Förenade Nederländerna.

## Världsarvsstatus
Den 19 oktober 1994 sattes Fort Belgica upp på Indonesiens tentativa världsarvslista.